# Gusztáv Jány
Vitéz Gusztáv Jány (właściwie Gustaw Hautzinger, ur. 21 października 1883 w Rajce, zm. 26 listopada 1947 w Budapeszcie) – węgierski generał. Podczas II wojny światowej dowodził 2 Armią Węgierską w czasie bitwy o Stalingrad.

## Pochodzenie
Ojciec Gustawa, Sándor (Aleksander) Hautzinger miał pochodzenie niemiecko-polskie, a jako były sierżant piechoty armii cesarsko-królewskiej prowadził sklep spożywczo-kolonialny i gospodarstwo rolne. W 1896 przeniósł się z rodziną do Budapesztu. Matką była Vilma (Wilhelmina) Jány.

## Kariera
W 1905 ukończył prestiżową Akademię Wojskową Cesarzowej Ludwiki (nazywaną Ludovika). Podczas I wojny światowej był oficerem sztabowym w Galicji. Dostał się do niewoli w czasie wojny węgiersko-rumuńskiej w kwietniu 1919 wraz z najlepszą jednostką kawalerii seklerskiej. Uwolniony w sierpniu 1920, w 1924 został odznaczony Orderem Vitéza, co oznaczało otrzymanie szlachectwa i upoważniało do noszenia tytułu vitéz. Jednocześnie oficjalnie zmadziaryzował się, przyjąwszy węgierskie nazwisko matki – Jány.
W 1931 został wykładowcą Akademii Ludovika, a w latach 1932-36 jej komendantem. Następnie pracował w kancelarii wojskowej rządu regenta Węgier admirała Miklósa Horthyego. Po drugim arbitrażu wiedeńskim przyznającym Węgrom północny Siedmiogród we wrześniu 1940 zajął tę krainę na czele 2. Armii węgierskiej. Od kwietnia 1942 dowodził słabo wyszkoloną armią węgierską w wojnie ze Związkiem Radzieckim. W specjalnym memorandum do Horthyego ostrzegał przed skutkami udziału oddziałów węgierskich. Mimo osobistego zaangażowania nie zapobiegł miażdżącej klęsce Węgrów pod Woroneżem i Pawłowskiem nad Donem. Z oddziałów liczących 200 000 żołnierzy i 50 000 Węgrów żydowskiego pochodzenia jako pomocników przymusowych – bilans dokonany 13 stycznia 1943 wykazał około 100 000 zabitych, 35 000 rannych, a 60 000 wziętych do niewoli. Tylko 40 000 żołnierzy wróciło na Węgry. Był to najczarniejszy dzień armii węgierskiej. We wrześniu 1943 na własną prośbę przeniesiony został do rezerwy, zastąpił go Géza Lakatos.
W listopadzie 1944 uciekł z chorą żoną przed Armią Czerwoną, z Budapesztu do Niemiec. Po jej śmierci dobrowolnie wrócił na Węgry, nie skorzystawszy z amerykańskiej oferty pobytu na wygnaniu w Hiszpanii lub Portugalii (co zrobił M. Horthy). Chciał ponieść odpowiedzialność za klęskę nad Donem.
Wkrótce zatrzymany, stanął przed sądem,  został skazany na śmierć i rozstrzelany za zbrodnie wojenne, współudział w wymordowaniu dziesiątków tysięcy młodych Żydów węgierskich. Od początku lat 90. XX w. publikowane były doniesienia, że to właśnie generał G. Jány protestował z powodu złego traktowania i morderstw robotników żydowskich przez SS i Wehrmacht pod dowództwem gen. Hansa von Salmutha.
W 1993 r. Jány został zrehabilitowany przez węgierski sąd wojskowy. Ocena jego roli podczas II wojny światowej na Węgrzech podlega przewartościowaniu.

## Odznaczenia
- Order Vitéza, 1924
- Krzyż Żelazny, 1939, druga i pierwsza klasa
- Krzyż Rycerski Krzyża Żelaznego, 31 marca 1943